# (13060) 1991 EJ
(13060) 1991 EJ è un asteroide troiano di Giove del campo greco. Scoperto nel 1991, presenta un'orbita caratterizzata da un semiasse maggiore pari a 5,148476 UA e da un'eccentricità di 0,122711, inclinata di 22,949676° rispetto all'eclittica. Ha un diametro di 36,148 km e un'albedo di 0,071.